# 董承熹
董承熹（？年—？年），名毓嶐，字槲園，四川墊江縣人，清朝政治人物。

## 生平
乾隆五十二年拔貢，乾隆五十三年戊申恩科舉人，嘉慶二十二年二甲第四十六名進士。庶吉士散館以知縣用，二十四年八月年四十五歲籖掣浙江青田知縣。興學校，獎譽文士，青田由此文風蔚起。道光元年充浙江鄉試同考官，旋調餘姚知縣。丁父憂回籍，後歸主樂山凌雲書院等。